# Moritz Benedikt
Moritz Benedikt (orthographié parfois Moriz Benedikt), né le 4 juillet 1835 à Eisenstadt, mort le 14 avril 1920 à Vienne, est un neurologue autrichien qui enseigna  à l'université de Vienne.

## Résumé biographique
Il commença sa carrière comme chirurgien dans l'armée autrichienne et participa à ce titre à la deuxième guerre austro-sarde de 1859 et à la guerre austro-prussienne de 1866. Il se spécialisa ensuite en électrothérapie et en neuropathologie.
Benedikt  attira l'attention par ses recherches controversées en anthropologie criminelle. Il effectua de nombreuses études céphalométriques sur lesquelles il s'appuya pour postuler l'existence de différences spécifiques entre le cerveau « normal » et le cerveau « criminel ». Ces recherches sont décrites dans un livre publié en 1879 et intitulé « Études anatomiques sur les cerveaux de criminels : pour les anthropologues, les médecins, les juristes et les psychologues » (Anatomische Studien an Verbrecher-gehirnen: Für Anthropologen, Mediziner, Juristen und Psychologen). Benedikt croyait à l'existence dans l'environnement de causes cachées et méconnues des maladies et il explorait ce qu'il appelait des « lieux pathogènes » à l'aide d'une baguette de sourcier, ce qui fait de lui l'un des pionniers de la radiesthésie. Benedikt passe aussi pour avoir créé le terme darsonvalisation pour désigner les applications thérapeutiques ou expérimentales des hautes fréquences, en l'honneur du biophysicien français Arsène d'Arsonval (1851-1940).
Moritz Benedikt a publié en 1906 un ouvrage autobiographique dans lequel il relate notamment  son expérience professionnelle et les souvenirs de ses nombreux voyages.

## Éponymie
Moritz Benedikt a laissé son nom au syndrome de Benedikt : ce syndrome neurologique alterne du tronc cérébral comporte une paralysie du nerf oculomoteur (III) ispilatéral  et un tremblement avec hémiparésie controlatéraux à une lésion du noyau rouge et du faisceau corticospinal située dans le tegmentum mésencéphalique.

## Liste de ses principaux travaux scientifiques
- (de) Die psychologischen Funktionen des Gehirnes in gesundem und kranker Zustand, Wiener Klinik : Vorträge ; Jg. 1, H. 7, Vienne, 1875
- (de) Zur Lehre von der Localisation der Gehirnfunctionen, Wiener Klinik : Vorträge ; Jg. 9, H. 5-6, Vienne, 1875
- (de) Ueber Katalepsie und Mesmerismus, Wiener Klinik : Vorträge ; Jg. 6, H. 3/4, Vienne, 1880
- (de) Ueber Elektricität in der Medicin, Wiener Klinik : Vorträge ; Jg. 10, H. 2, Vienne, 1884
- (de) Grundformeln des neuropathologischen Denkens, Wiener Klinik : Vorträge ; Jg. 11, H. 4, Vienne, 1885
- (de) Hypnotismus und Suggestion, Breitenstein, Leipzig, 1894
- (de) Seelenkunde des Menschen als reine Erfahrungswissenschaft, Reisland, Leipzig, 1895
- (de) Krystallisation und Morphogenesis, Perles, Vienne, 1904
- (de) Biomechanik und Biogenesis, Fischer, Iéna, 1912
- (de) Die latenten (Reichenbach'schen) Emanationen der Chemikalien, Konegen, Vienne, 1915
- (de) Leitfaden der Rutenlehre (Wünschelrute), Urban & Schwarzenberg, Vienne, 1916
- (de) Ruten- und Pendellehre, Hartleben, Vienne, 1917

## Sources
- (en) Cet article est partiellement ou en totalité issu de l’article de Wikipédia en anglais intitulé « Moritz Benedikt » (voir la liste des auteurs).

- (de) Cet article est partiellement ou en totalité issu de l’article de Wikipédia en allemand intitulé « Moriz Benedikt (Neurologe) » (voir la liste des auteurs).